# Andrea Concublet
Andrea Casimiro Concublet (Arena, 16 dicembre 1621 – Napoli, 24 aprile 1675) è stato un nobile italiano.

## Biografia
Andrea fu figlio del marchese di Arena, Francesco Concublet (?-1648) e di Felicia Caracciolo (?-1660; figlia di Carlo Caracciolo, duca di Martina e della consorte di questi, Diana Loffredo). Assieme al padre, si distinse nella feroce repressione baronale contro le popolazioni ribellatesi agli abusi feudali nei suoi possedimenti nel corso della rivolta del 1647-1648. A causa della morte prematura del fratello Domenico senza discendenti nel 1661, gli subentrò quale erede. Sposò, intorno al 1671, Ippolita Carafa (19 agosto 1652-22 novembre 1717), figlia di Giuseppe, duca di Bruzzano (1627-1678) e cognata di Ippolita Cantelmo Stuart, dalla quale ebbe un figlio di nome Riccardo, che morì nel 1678. Con la morte del figlio la casata dei Concublet si estinse.

### La vita a Napoli
Nel 1663 si adoperò, con Leonardo Di Capua, per riaprire l'Accademia degli Investiganti (nata nel 1630), che era stata chiusa nel 1656 a causa della peste che colpì la città partenopea. La casa del marchese fu la nuova sede dell'accademia, dove vi era anche un museo di scienze naturali.
Nel 1671 partecipò al viaggio della nobiltà napoletana a Roma, che accompagnava il viceré Pedro Antonio de Aragón. Nel 1673 intraprese un viaggio di studio attraverso l'Italia, lasciando Napoli, e questo creò problemi all'accademia, poendola a rischio scioglimento. Il Concublet fece ritorno a Napoli poco tempo dopo, portando con sé strumenti fisici per compiere esperimenti (sui liquidi, sui vasi capillari, sulle bolle di cristallo), dando nuovo slancio all'accademia.
Andrea Concublet venne assalito, per motivi ignoti, da armigeri al servizio di Giacomo Milano d'Aragona, marchese di San Giorgio, l'8 aprile del 1675. Morì il 24 aprile del 1675 a Napoli. Il patrimonio feudale dei Concublet, tra cui vi era il marchesato di Arena, passò, in virtù del matrimonio (con discendenza) della sorella Anna con Francesco Acquaviva d'Aragona, duca di Atri (1606-1649), alla famiglia Acquaviva.

### Feudatario di Palmi
Il suo nome fu legato anche allo sviluppo di Palmi, della quale era feudatario, nel XVII secolo. Il Concublet invece di esercitare il diritto di "utile signore" della città, incrementò il commercio e le industrie e, per questo, Palmi divenne una delle migliori terre della sua provincia. Fece diroccare le antiche mura di cinta cittadine per permettere la creazione di nuovi quartieri abitativi della città.
Istituì, nel 1662, l'uso della "fiera ossia mercato" e, per questo, la città di Seminara ricorse al governo vicereale contro il Concublet, accusandolo dell'usurpazione della fiera. Nel 1668 venne condannato e dovette abolire la fiera stessa.
Nel 1667 creò a Palmi una struttura ospedaliera, nota come "Ospitio Ecc.mi D.ni Marchionis Arenae", e nel 1673 istituì, con il filosofo Giovanni Alfonso Borelli, un «accademia di scienziati che trattavano discipline alle lettere ed alle scienze naturali pertinenti».
È a lui che si deve anche la creazione della piazza principale della città. Il marchese di Arena chiese a Carlo Antonio Spinelli di vendergli il suo ricco giardino. Il principe Spinelli respinse la proposta. Fu così che il popolo palmese, guidato dal marchese, occupò con forza il giardino nel 1669 riassestò il terreno e fu disegnò una piazza quadrata. Il marchese fece innalzare poi nella piazza una fontana detta "della Palma" o "del Mercato".